# Vítězslav Veselý
Vítězslav Veselý (Tjeckiskt uttal: [ˈviːcɛslaf ˈvɛsɛliː]), född 27 februari 1983 i Hodonín, är en tjeckisk tidigare spjutkastare.

## Spjutkastarkarriär
Vítězslav Veselý slutade på nionde plats vid junior-VM i friidrott 2002. Han slog sitt personbästa när han kastade 81,20 meter i kvalrundan till olympiska sommarspelen 2008, där han slutade på tolfte plats i finalen. Han var mindre framgångsrik i sitt första friidrotts-VM följande år, då han med ett bästa kast på 75,76 m misslyckades att ta sig till final.
Veselý ökade sitt personbästa med mer än fem meter i Olomouc i maj 2010 när han kastade 86,45 m, vilket var världsårsbästa. Han slutade på nionde plats vid friidrotts-EM 2010. Han slutade på fjärde plats vid friidrotts-VM 2011. Han gjorde sitt näst bästa kast i karriären vid Shanghai Diamond League 2012; ett kast på 85,40 m.
Hans personliga rekord är 88,34 m. Veselý tränades av den världsberömda spjutkastaren Jan Železný från år 2006.
Den 25 juni 2024 meddelade Veselý att han skulle avsluta sin karriär som spjutkastare.

## Meriter
| År   | Tävling                  | Arena                     | Position    | Längd (m) |
| ---- | ------------------------ | ------------------------- | ----------- | --------- |
| 2002 | Juniorvärldsmästerskapen | Kingston, Jamaica         | 9:a         | 68,76     |
| 2008 | Olympiska sommarspelen   | Peking, Kina              | 12:a        | 76,76     |
| 2009 | Världsmästerskapen       | Berlin, Tyskland          | 28:a (kval) | 75,76     |
| 2010 | Europamästerskapen       | Barcelona, Spanien        | 9:a         | 77,83     |
| 2011 | Världsmästerskapen       | Daegu, Sydkorea           | 4:a         | 84,11     |
| 2012 | Europamästerskapen       | Helsingfors, Finland      | 1:a         | 83,72     |
| 2012 | Olympiska sommarspelen   | London, Storbritannien    | 3:a         | 83,34     |
| 2013 | Världsmästerskapen       | Moskva, Ryssland          | 1:a         | 87,17     |
| 2014 | Europamästerskapen       | Zürich, Schweiz           | 2:a         | 84,79     |
| 2015 | Världsmästerskapen       | Peking, Kina              | 8:a         | 83,13     |
| 2016 | Europamästerskapen       | Amsterdam, Nederländerna  | 2:a         | 83,59     |
| 2016 | Olympiska sommarspelen   | Rio de Janeiro, Brasilien | 7:a         | 82,51     |
| 2017 | Världsmästerskapen       | London, Storbritannien    | 26:a (kval) | 75,50     |
| 2019 | Världsmästerskapen       | Doha, Qatar               | –           | DNS       |
| 2021 | Olympiska sommarspelen   | Tokyo, Japan              | 3:a         | 85,44     |
| 2022 | Europamästerskapen       | München, Tyskland         | 4:a         | 84,36     |

## Årsbästa 2002-2022
- 2002 – 73,22 m
- 2003 – 65,32 m
- 2004 – 72,32 m
- 2005 –
- 2006 – 75,98 m
- 2007 – 79,45 m
- 2008 – 81,20 m
- 2009 – 80,35 m
- 2010 – 86,45 m
- 2011 – 84,11 m
- 2012 – 88,34 m
- 2013 – 87,58 m
- 2014 – 87,38 m
- 2015 – 88,18 m
- 2016 – 84,82 m
- 2017 – 82,29 m
- 2018 – 82,30 m
- 2019 – 82,85 m
- 2020 – 83,03 m
- 2021 – 85,44 m
- 2022 – 85,97 m